# Osaka Performance Doll
 (août 2024).
Si vous disposez d'ouvrages ou d'articles de référence ou si vous connaissez des sites web de qualité traitant du thème abordé ici, merci de compléter l'article en donnant les références utiles à sa vérifiabilité et en les liant à la section « Notes et références ».
Osaka Performance Doll (大阪パフォーマンスドール, Ōsaka Performance Doll) alias O.P.D., est un groupe de J-pop féminin basé à Osaka, créé en 1993, dissous en 1997, formé de cinq membres principaux pour les enregistrements (appelées "F/Unit" avec leurs initiales), avec des membres supplémentaires pour les concerts et des débutantes en formation.
OPD est le groupe sœur de Tokyo Performance Doll (TPD), lui-même créé sur le modèle du groupe Onyanko Club comme les Morning Musume et le Hello! Project ou AKB48 plus récemment. Deux des membres principaux partent en 1996 et sont donc remplacées, dont Atsuko Inaba qui rejoindra d'ailleurs le Hello! Project trois ans plus tard. Parmi les membres principaux figurent aussi les futures actrices Kumiko Nakano and Yukiko Takeuchi, cette dernière également membre en 1995 du groupe "West End X Yuki", groupe frère du "East End X Yuri" de sa collègue de TPD. OPD se reforme provisoirement en 2008 le temps de quelques concerts et d'une compilation.

## Membres

### principaux
F/Unit
- Atsuko Inaba (稲葉貴子?), quitte en mars 1996
- Ayano Furutani (古谷文乃?), quitte en mars 1996
- Yukiko Takeuchi (武内由紀子?)
- Miho Ueda (上田美穂?, alias "Yozora")
- Kumiko Nakano (中野公美子?)

remplaçantes
- Naomi Shigemoto (重元直美?), rejoint en mars 1996
- Aki Nakamura (中村亜紀?), rejoint en mars 1996

### secondaires
- Muraoka Mika (村岡美香?), quitte en mars 1994
- Suzuki Rika (鈴木里佳?), quitte en novembre 1994
- Nishimura Naomi (西村奈保美?), quitte en décembre 1994
- Matsumoto Jyunko (松本淳子?), quitte en mai 1995
- Kajimoto Ai (梶本愛?)
- Sakata Akiko (坂田朗子?)
- Takeshita Eri (竹下恵理?)
- Nishimoto Yasue (西元康恵?)
- Yamano Kae (山野香恵?)
- Mizuno Yukari (水野由加里?)
- Mori Hiroko (森宏子?), quitte en novembre 1994
- Kawamoto Natsuko (河本奈津子?)
- Oyama Rumi (大山ルミ?)
- Oyama Erino (大山恵理乃?)
- Matsumoto Miyuki (松本美由紀?)
- Minamida Chizuru (南田千鶴?)
- Miyauchi Jyunko (宮内潤子?)
- Morita Yuuko (森田有子?)
- Yamamoto Yoshiko (山本美子?)
- Yamada Mari (山田真里?)

## Discographie
La discographie d'Osaka Performance Doll est :

### Singles
- 1er novembre 1993 : Mangetsu no Yoru Takara / Umareta Gai no Fence wo Koete (満月の夜だから / 生まれた街のフェンスを越えて?)
- 21 mars 1994 : Koi ga Mabushikute (恋がまぶしくて?)
- 22 juin 1994 : Cherry Parade (チェリー・パレ－ド?)
- 2 novembre 1994 : Lady Boy (レディボーイ?)
- 1er février 1995 : Egao ni Dai Sekkin (笑顔に大接近?)
- 21 juillet 1995 : Shiny Days
- 21 février 1996 : Suteki ni Naritai (素敵になりたい?)
- 1er juin 1996 : Nakitai (泣きたいッ?)

### Albums
- 1er juillet 1994 : d-Culture
- 21 août 1995 : NONG!
- 21 juillet 1996 : Magnet (マグネット?)

Compilation
- 11 janvier 2009 : OPD ALL SONGS COLLECTION (intégrale : 3 CD)